# Вардль, Артур
Артур Вардль (1860—1949) — британский художник.

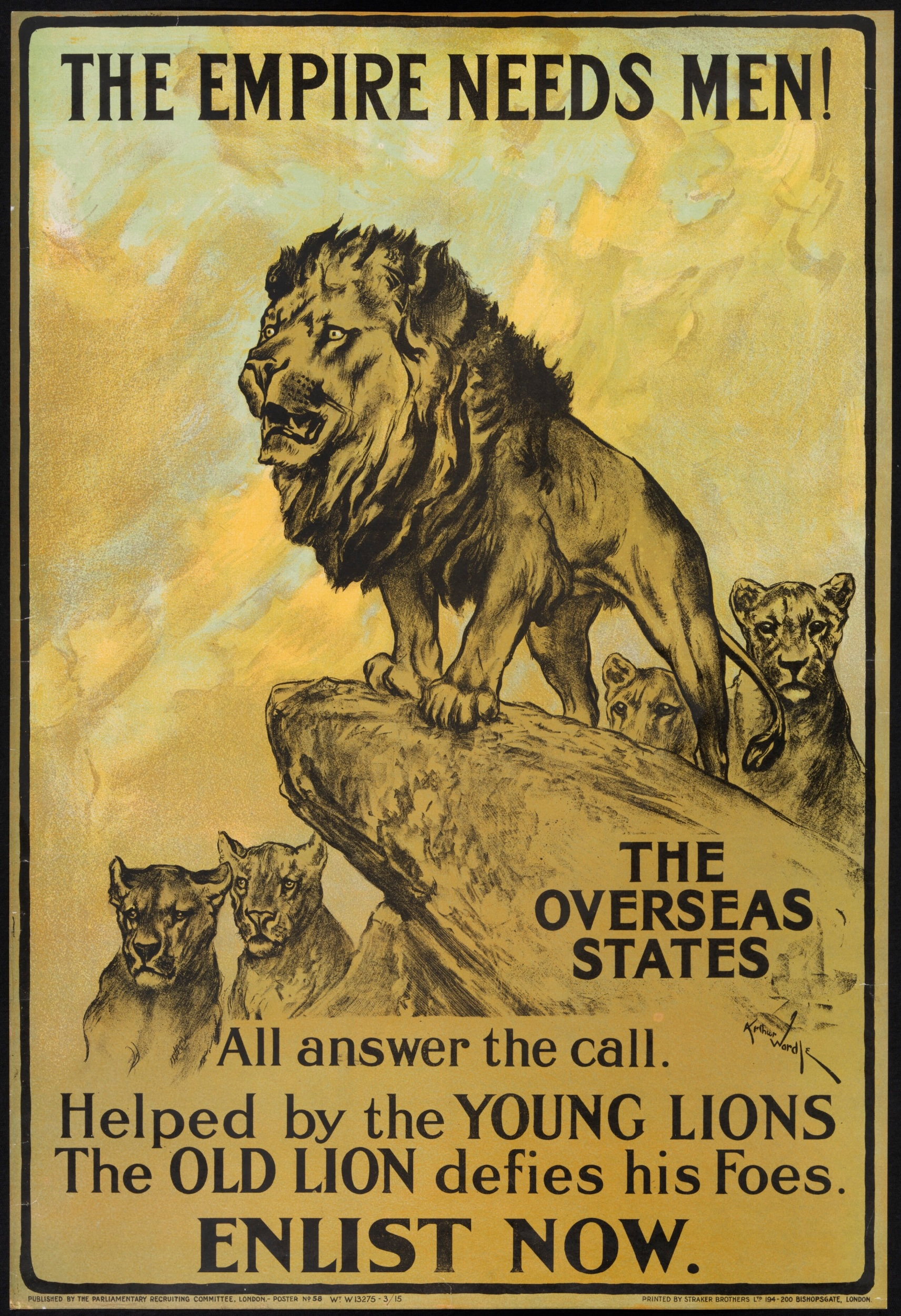
Парламентский рекрутинговый комитет выпустил этот плакат времен Первой мировой войны. Разработанный Артуром Вардлем, плакат призывает мужчин из Доминионов Британской империи принять участие в военных действиях.

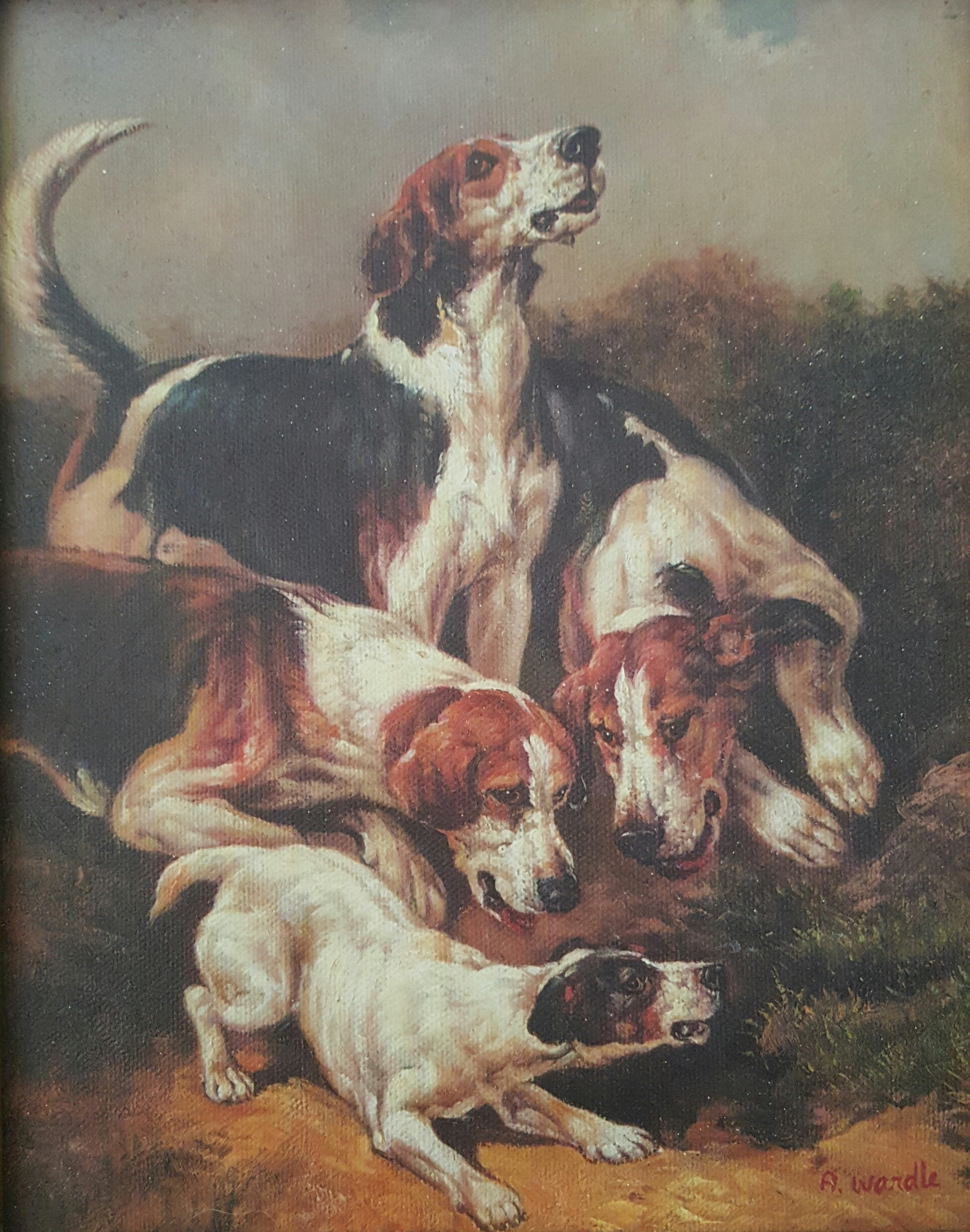
Охотничьи собаки

Родился в Лондоне, в возрасте всего шестнадцати лет Вардль представил работу в Королевской академии. Его первым экспонатом было исследование крупного рогатого скота на реке Темзе, что привело к тому, что в течение всей жизни он рисовал животных. В 1880 году Вардль жил на Окли-сквер в Камдене, но художественные успехи позволили ему к 1892 году переехать на более престижную площадь Алма, 34 в Сент-Джонс-Вуд. Вардль был плодовитым художником; до 1936 года он выставил более 100 работ в Королевской академии, а также в Обществе британских художников на Саффолк-стрит. Он рисовал различных животных с одинаковым мастерством, но его работы можно разделить на две категории, бытовые и экзотические; заморские животные, включая леопардов, белых медведей и тигров, такие как «Олень-стилер» (1915) были нарисованы по эскизам, которые Вардль делал в Лондонском зоопарке. Он считался в равной степени опытным мастером масляной, акварельной и пастельной живописи, был избран в Пастельное общество в 1911 году и стал членом Королевского института художников- акварелистов в 1922 году. В 1931 году он провел свою первую персональную выставку в Обществе изящных искусств, а в 1935 году Галерея Викария выставила его работы. Он также выставлялся в Париже. К 1936 году Вардль переехал в Западный Лондон.
Его карьера была очень успешной, и его работы по-прежнему востребованы и широко воспроизводятся на открытках, календарях и коробках конфет. Он остается одним из широко известных художников-анималистов 19-го и 20-го веков, изображавших собак. Особенно Вардль известен изображениями терьеров. Он написал, пожалуй, самое известное изображение фокстерьера в его современном виде, Тоттеридж XI (1897). Картина была заказана знаменитым заводчиком гладкошерстных фокстерьеров Фрэнсисом Редмондом; на ней Вардль запечатлел нескольких собак Редмонда. Оригинал находится в галерее Кеннел-клуба в Лондоне.
Артур Вардль умер 16 июля 1949 года.